# Volleyball-Club Olympia '93 Berlin 2022-2023 (maschile)
Questa voce raccoglie le informazioni riguardanti il Volleyball-Club Olympia '93 Berlin nelle competizioni ufficiali della stagione 2022-2023.

## Stagione
Il Volleyball-Club Olympia '93 Berlin partecipa alla stagione 2022-23 senza alcuna denominazione sponsorizzata.
In 1. Bundesliga si classifica al nono e ultimo posto in regular season, accedendo al turno intermedio, dove si conferma al nono posto e conclude la propria stagione.

## Organigramma societario
Area direttiva
- Presidente: Nicol Marschall

Area tecnica
- Allenatore: Daniel Ilott
- Allenatore in seconda: Johannes Baudach, Andreas Nestke
- Scoutman: Shyann König, Gerold Rebsch

Area sanitaria
- Fisioterapista: Alexandros Sakelaris, Wojciech Sekudlareh

## Rosa
| N° | Nome               | Ruolo | Data di nascita   | Nazionalità sportiva |
| -- | ------------------ | ----- | ----------------- | -------------------- |
| 1  | Djifa Amedegnato   | P     | 17 settembre 2003 | Germania             |
| 2  | Felix Baumann      | S     | 7 marzo 2005      | Germania             |
| 3  | Maximilian König   | C     | 15 gennaio 2005   | Germania             |
| 4  | Milan Kvržić       | P     | 16 maggio 2004    | Germania             |
| 5  | Lovis Homberger    | O     | 11 febbraio 2004  | Germania             |
| 6  | Maximilian Nissen  | S     | 6 gennaio 2003    | Germania             |
| 7  | Carl Möller        | C     | 26 gennaio 2004   | Germania             |
| 8  | Anton Jung         | S     | 20 marzo 2003     | Germania             |
| 9  | Karl-Lennart Klehm | C     | 25 luglio 2003    | Germania             |
| 10 | Marius Eckardt     | L     | 2 settembre 2003  | Germania             |
| 11 | Joscha Kunstmann   | O     | 20 luglio 2003    | Germania             |
| 12 | Laurenz Welsch     | S     | 20 giugno 2003    | Germania             |
| 13 | Fabian Jung        | C     | 3 giugno 2003     | Germania             |
| 14 | Benjamin Kirsch    | C     | 3 aprile 2006     | Germania             |
| 14 | Felix Hemmer       | O     | 25 giugno 2004    | Germania             |
| 17 | Jannes Wiesner     | S     | 18 luglio 2003    | Germania             |
| 18 | Tim Türpe          | L     | 28 luglio 2005    | Germania             |

## Statistiche

### Statistiche di squadra
| Competizione  | Punti | In casa | In casa | In casa | In trasferta | In trasferta | In trasferta | Totale | Totale | Totale |
| Competizione  | Punti | G       | V       | P       | G            | V            | P            | G      | V      | P      |
| ------------- | ----- | ------- | ------- | ------- | ------------ | ------------ | ------------ | ------ | ------ | ------ |
| 1. Bundesliga | 0/2   | 12      | 0       | 12      | 8            | 0            | 8            | 20     | 0      | 20     |
| Totale        | -     | 12      | 0       | 12      | 8            | 0            | 8            | 20     | 0      | 20     |

G = partite giocate; V = partite vinte; P = partite perse

### Statistiche dei giocatori
| Giocatore     | 1. Bundesliga | 1. Bundesliga | 1. Bundesliga | 1. Bundesliga | 1. Bundesliga | Totale | Totale | Totale | Totale | Totale |
| Giocatore     | P             | PT            | AV            | MV            | BV            | P      | PT     | AV     | MV     | BV     |
| ------------- | ------------- | ------------- | ------------- | ------------- | ------------- | ------ | ------ | ------ | ------ | ------ |
| D. Amedegnato | 20            | 18            | 4             | 11            | 3             | 20     | 18     | 4      | 11     | 3      |
| F. Baumann    | 18            | 154           | 122           | 16            | 16            | 18     | 154    | 122    | 16     | 16     |
| M. Eckardt    | 20            | 0             | 0             | 0             | 0             | 20     | 0      | 0      | 0      | 0      |
| F. Hemmer     | 1             | 0             | 0             | 0             | 0             | 1      | 0      | 0      | 0      | 0      |
| L. Homberger  | 5             | 21            | 19            | 2             | 0             | 5      | 21     | 19     | 2      | 0      |
| A. Jung       | 17            | 92            | 79            | 9             | 4             | 17     | 92     | 79     | 9      | 4      |
| F. Jung       | 18            | 27            | 17            | 10            | 0             | 18     | 27     | 17     | 10     | 0      |
| B. Kirsch     | 4             | 2             | 1             | 0             | 1             | 4      | 2      | 1      | 0      | 1      |
| K.L. Klehm    | 13            | 68            | 45            | 16            | 7             | 13     | 68     | 45     | 16     | 7      |
| M. König      | 2             | 2             | 1             | 1             | 0             | 2      | 2      | 1      | 1      | 0      |
| J. Kunstmann  | 13            | 75            | 62            | 8             | 5             | 13     | 75     | 62     | 8      | 5      |
| M. Kvržić     | 17            | 13            | 2             | 5             | 6             | 17     | 13     | 2      | 5      | 6      |
| C. Möller     | 10            | 29            | 18            | 7             | 4             | 10     | 29     | 18     | 7      | 4      |
| M. Nissen     | 19            | 62            | 55            | 2             | 5             | 19     | 62     | 55     | 2      | 5      |
| T. Türpe      | 9             | 0             | 0             | 0             | 0             | 9      | 0      | 0      | 0      | 0      |
| L. Welsch     | 20            | 128           | 110           | 8             | 10            | 20     | 128    | 110    | 8      | 10     |
| J. Wiesner    | 11            | 53            | 43            | 4             | 6             | 11     | 53     | 43     | 4      | 6      |

P = presenze; PT = punti totali; AV = attacchi vincenti; MV = muri vincenti; BV = battute vincenti